# 軟口蓋及び口蓋垂吸着音
軟口蓋及び口蓋垂吸着音（なんこうがい および こうがいすい きゅうちゃくおん）とは、吸着音(クリック音)の一つであり、[ʞ]の記号は今は舌背軟口蓋音を表している。

## 言語例
- ウォロフ語[要出典]
- ラール語[要出典]